# Lúcia, a Guardiã do Segredo
Lúcia, a Guardiã do Segredo é uma minissérie de televisão via streaming de origem portuguesa, dos géneros drama biográfico e religião cristã criada por Manuel Arouca e com o argumento de Raquel Palermo e Vera Sacramento para a plataforma OPTO. Composta por 3 episódios, foi lançada a 13 de maio de 2023, tendo terminado ainda no mesmo mês, a 26 de maio. A série é baseada na história de Lúcia dos Santos, uma dos "três pastorinhos" que afirmou ter recebido várias aparições da Virgem Maria no lugar da Cova da Iria, em Fátima. A série apresenta Márcia Breia e Madalena Almeida no elenco principal.

## Sinopse
Lúcia dos Santos, uma dos três pastorinhos, é detida, submetida a interrogatórios, separada da família, impedida de estudar e cerceada do direito à própria identidade após ver pela primeira vez Nossa Senhora, juntamente com os primos Francisco e Jacinta Marto. Lúcia foi a única dos três primos que falava com a Virgem Maria: a sua prima Jacinta ouvia mas não falava, e Francisco, inicialmente, apenas observava os gestos de Nossa Senhora. E como tal, Lúcia foi a portadora do Segredo de Fátima.
Neste drama, Lúcia cruza-se com Madalena, uma jovem que após um desgosto amoroso cai numa depressão profunda e decide procurar refúgio no convento do Carmelo.
Com Lúcia, a vida desfeita de Madalena reconstrói-se. Por sua vez, com Madalena, a vida de Lúcia ganha um novo sentido.

## Elenco

### Elenco principal
- Márcia Breia como Lúcia dos Santos
  - Laura Seiça como Lúcia Criança (10/14 anos)
  - Rita Rocha Silva como Lúcia Jovem (18 anos)
- Madalena Almeida como Madalena Albuquerque
  - Margarida Moreira como Madalena (55 anos)

### Elenco recorrente
- Margarida Marinho como Madre Rosário Albuquerque
- Carla Chambel como Irmã Teresa Hall
- Paula Lobo Antunes como Irmã Sílvia D’Assis
- Raquel Sampaio como Irmã Glória Fortunato
- Isabela Valadeiro como Irmã Conceição Vieira
  - Filomena Gonçalves como Conceição (56 anos)
- Guilherme Filipe como Bispo Lucena
- Joaquim Horta como Eduardo Albuquerque
- Cláudia Vieira como Helena Albuquerque
- José Condessa como Francisco Andrade
- Carmen Santos como Madre Clara Godinho
- Lourenço Ortigão como Alfredo Neves

### Elenco adicional
- Adriano Carvalho como António dos Santos
- Duarte Santos como Francisco Marto
- Sofia Vilariço como Jacinta Marto
- Pedro Lamares como Pe Manuel Marques Ferreira
- Isabel do Vale como Nossa Senhora de Fátima
- Matita Ferreira como Henriqueta
- Beatriz Frazão como Mariana Gomes
  - Leonor Balsa como Mariana Criança (13 anos)
- Inês Faria como Maria dos Anjos Santos
- Beatriz Monteiro como Teresa de Jesus
- Lourenço de Almeida como Xabier Martin
- Luísa Ortigoso como Madre Carmen Monfalim
- Carlos Sebastião como Bispo 2
- Elmano Sancho como Bispo do Vaticano
- João Craveiro como Guarda 1
- João Bettencourt como Guarda 2
- Lúcio Amaral como Carteiro
- Adriano Vitorino como Carroceiro
- Madalena Vicente como Glória de Jesus Santos
- Mariana Venâncio como Carolina
- Pilar Barreto como Menina 1
- Matilde Oliveira como Menina 2
- Yasmin Fernandes como Menina 3
- António Aldeia como Vendedor Bar
- Constança Machado como Criança
- Madalena Gonçalves como Criança
- Martim Antunes como Criança
- Matilde Fogaça como Criança
- Melissa Matos como Criança
- Raphael Rinaldi como Criança
- Tomás Pascoal como Criança
- Vicente Pais como Criança
- Paulo Lázaro como Locutor Off

## Produção

### Desenvolvimento
Confirmada em fevereiro de 2022 após ter sido aprovada na lista de candidaturas de 2021 para serem financeadas pelo Instituto do Cinema e Audiovisual (ICA), a minissérie teve revelado o seu título “Lúcia, a Guardiã do Segredo” e a sua autoria, Manuel Arouca e Raquel Palermo, para ser transmitida na OPTO. Com 3 episódios, a minissérie segue Lúcia dos Santos, uma dos três pastorinhos que viu as aparições de Fátima.
Os trabalhos da minissérie começaram a 5 de janeiro e terminaram a 5 de fevereiro de 2023.

### Escolha do elenco
Cláudia Vieira e Lourenço Ortigão foram os primeiros nomes anunciados no elenco da minissérie. Para dar vida à personagem Lúcia dos Santos, foram escolhidas as atrizes Laura Seiça, Ana Rita Rocha e Márcia Breia para viver as diferentes fases de vida da personagem. Laura Dutra, Margarida Marinho, Márcia Breia, Madalena Almeida, Paula Lobo Antunes, Isabela Valadeiro, Raquel Sampaio, Guilherme Filipe, Carla Chambel, José Condessa e Joaquim Horta também foram confirmadas no elenco.

## Exibição
Anunciadas as novidades na programação da SIC no verão de 2023, foi revelado que a série da OPTO iria estrear em sinal aberto, sendo os seus 3 episódios exibidos entre 2 e 4 de agosto do mesmo ano.

## Episódios
| N.º | Título        | Realização por        | Escrito por                      | Exibição original  | Exibição na SIC     | Audiência na SIC (milhões) |
| --- | ------------- | --------------------- | -------------------------------- | ------------------ | ------------------- | -------------------------- |
| 1 | "O Encontro"  | Jorge Paixão da Costa | Raquel Palermo e Vera Sacramento | 13 de maio de 2023 | 2 de agosto de 2023 | 0.38                       |
| Um golpe do destino leva Madalena a procurar refúgio no Carmelo. Do encontro da jovem com a irmã Lúcia nasce uma inesperada amizade.                 |               |                       |                                  |                    |                     |                            |
| 2 | "O Segredo"   | Jorge Paixão da Costa | Raquel Palermo e Vera Sacramento | 19 de maio de 2023 | 3 de agosto de 2023 | 0.32                       |
| A dúvida sobre a existência de um quarto segredo de Fátima faz com que Lúcia seja secretamente vigiada no Carmelo. Madalena será o seu grande apoio. |               |                       |                                  |                    |                     |                            |
| 3 | "A Revelação" | Jorge Paixão da Costa | Raquel Palermo e Vera Sacramento | 26 de maio de 2023 | 4 de agosto de 2023 | 0.34                       |
| No leito de morte, Lúcia entrega a Madalena uma carta, confiando-lhe a missão de se tornar a nova guardiã do segredo.                                |               |                       |                                  |                    |                     |                            |